# Kiss Ferenc (képregényíró)
Kiss Ferenc (Budapest, 1958. november 4. –) képregényíró, -gyűjtő, bibliográfus.

## Pályafutás
1966 óta gyűjti a magyar képregényeket. A Füles második, 1988-ban meghirdetett képregényírói, -rajzolói pályázatán indult, de jelentős helyezést nem ért el. Viszont felkeltette Cs. Horváth Tibor figyelmét, és az ő felkérésére kezdett forgatókönyveket írni. Az 1990-es Füles évkönyvben jelent meg első képregénye, amelyet Lőrincz L. László A föld alatti piramis című regénye nyomán írt, és amit Sarlós Endre illusztrált.
Az idők folyamán együtt dolgozott Zórád Ernővel, Rusz Líviával, Fazekas Attilával és Vass Mihállyal. Megismertette a Füles olvasótáborával Fekete Imrét, Cserkuti Dávidot, Zsoldos Pétert, Varga Zerge Zoltánt és Garisa Zsoltot. Bemutatta Podmaniczky Ferencet, Csordás Lászlót, Dönti Károlyt és Baracsi Gabriellát.
Az utóbbi években a magyar képregény történetének kutatásával, feltérképezésével, a képregények katalogizálásával és a nagyközönséggel való megosztásával foglalkozik. Emellett Rejtő Jenő munkásságát feltáró kutatói munkája nyomán több, elveszettnek hitt Rejtő mű került kiadásra. Legutolsó képregénye, a Seuso-mozaik, melyből felesége, Fedina Lídia írt tényfeltáró, mégis kalandos történetet.
2004 júniusától szervezi a KKK (Képregény Kedvelők Klubja) budapesti találkozóit, ahol képregényalkotókkal, -kiadókkal, -kutatókkal és -gyűjtőkkel találkozhatnak az érdeklődők. A 2018-ban alakult Magyar Képregénytörténeti Egyesület elnöke, amely abból a célból jött létre, hogy a magyar képregények kutathatóságát elősegítse.

## Díjai
- Korcsmáros Pál-díj (2015)